# Birmann 21
Birmann 21 est un gratte-ciel de la ville de São Paulo au Brésil, situé dans le district de Pinheiros. Il abrite le siège social de la société Editora Abril. D'une hauteur de 155 mètres, il est le dixième plus haut immeuble de São Paulo, et le douzième plus haut gratte-ciel du Brésil.
Il a été achevé en 1996.